# Рудкі (Західнопоморське воєводство)
Рудкі (пол. Rudki, нім. Hoffstädt) — село в Польщі, у гміні Валч Валецького повіту Західнопоморського воєводства.
Населення — 550 осіб (2011).
У 1975-1998 роках село належало до Пільського воєводства.

## Демографія
Демографічна структура станом на 31 березня 2011 року:
|          | Загалом | Допрацездатний вік | Працездатний вік | Постпрацездатний вік |
| -------- | ------- | ------------------ | ---------------- | -------------------- |
| Чоловіки | 271     | 58                 | 188              | 25                   |
| Жінки    | 279     | 68                 | 162              | 49                   |
| Разом    | 550     | 126                | 350              | 74                   |